# SV Victory Boys
SV Victory Boys (vollständiger Name: Sport Voetbal Victory Boys) ist ein im Jahr 1952 gegründeter Fußballverein aus Willemstad auf der Insel Curaçao.
1976 und 1985 belegte er in der Second Division Curacao den zweiten Platz. 2005 nahm er am CFU Club Championship teil und erreichte das Viertelfinale, wo er gegen die Northern United All Stars aus Saint Lucia ausschied.  2014 siegte er beim Kopa Coca Cola. Der Verein spielt seit der Saison 2015 in der Sekshon Pagá, der höchsten Spielklasse des nationalen Fußballverbands von Curaçao. Er trägt seine Heimspiele wie auch der SV Hubentut Fortuna im 15.000 Zuschauer fassenden Ergilio Hatostadion aus.